# Saint-Broingt-les-Fosses
Saint-Broingt-les-Fosses è un comune francese di 230 abitanti situato nel dipartimento dell'Alta Marna nella regione del Grand Est.

## Società

### Evoluzione demografica
Abitanti censiti